# Église de Nurmes
L'église de Nurmes (finnois : Nurmeksen kirkko) est une église luthérienne  située à Nurmes en Finlande.

## Architecture
L'église est de style néogothique et fait penser à une cathédrale.
Sa tour s'élève à mètres et a son sommet est fixée une croix haute de 5,5 mètres. 
Avec 2300 places c'est la cinquième plus grande église de Finlande,.
L'église a été rénovée en 1930 et en 1962.
L'orgue à 41 jeux est livré par la fabrique de Hans Heinrich en 1976.
Le retable  peint en 1913 par Väinö Hämäläinen représente "Le Christ en Croix".

## Galerie

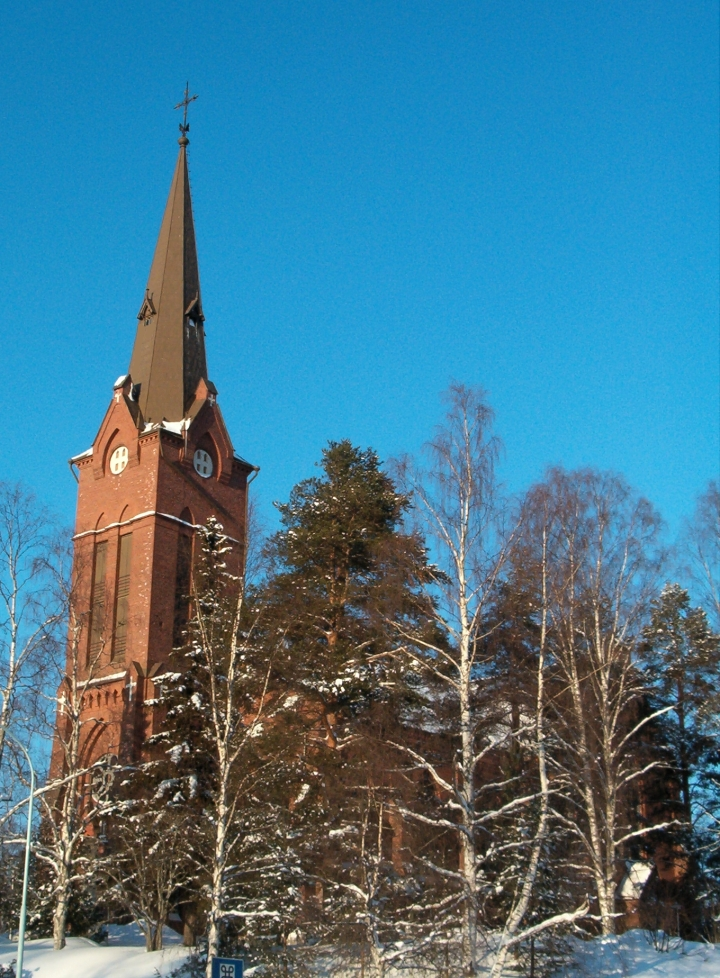
L'extérieur.
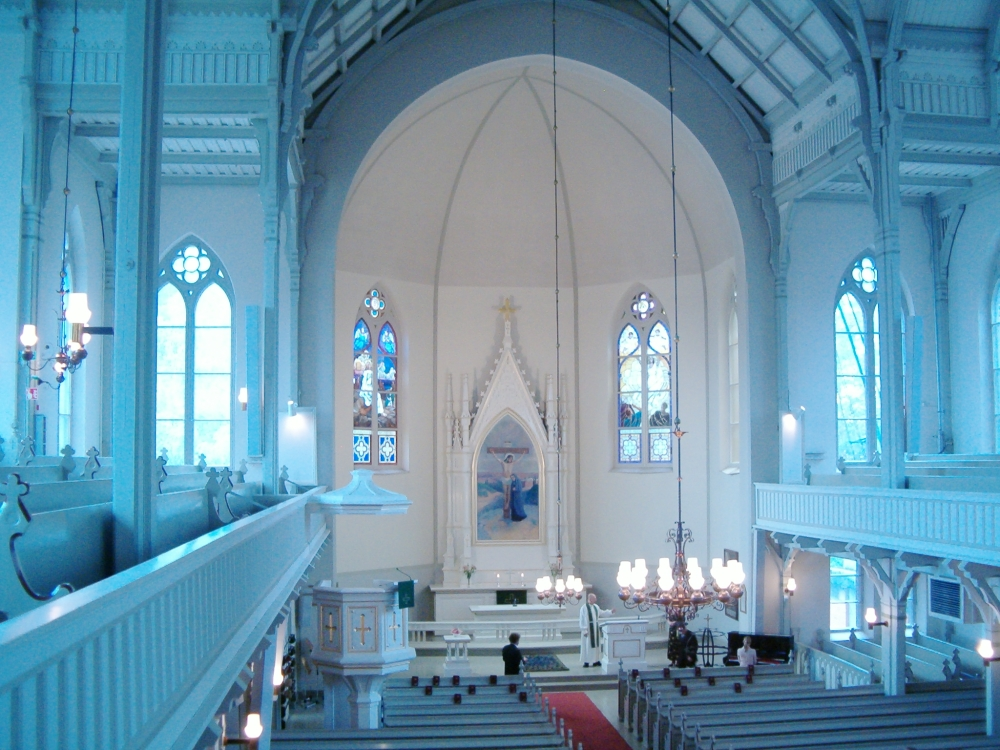
L’intérieur vu de l'autel.
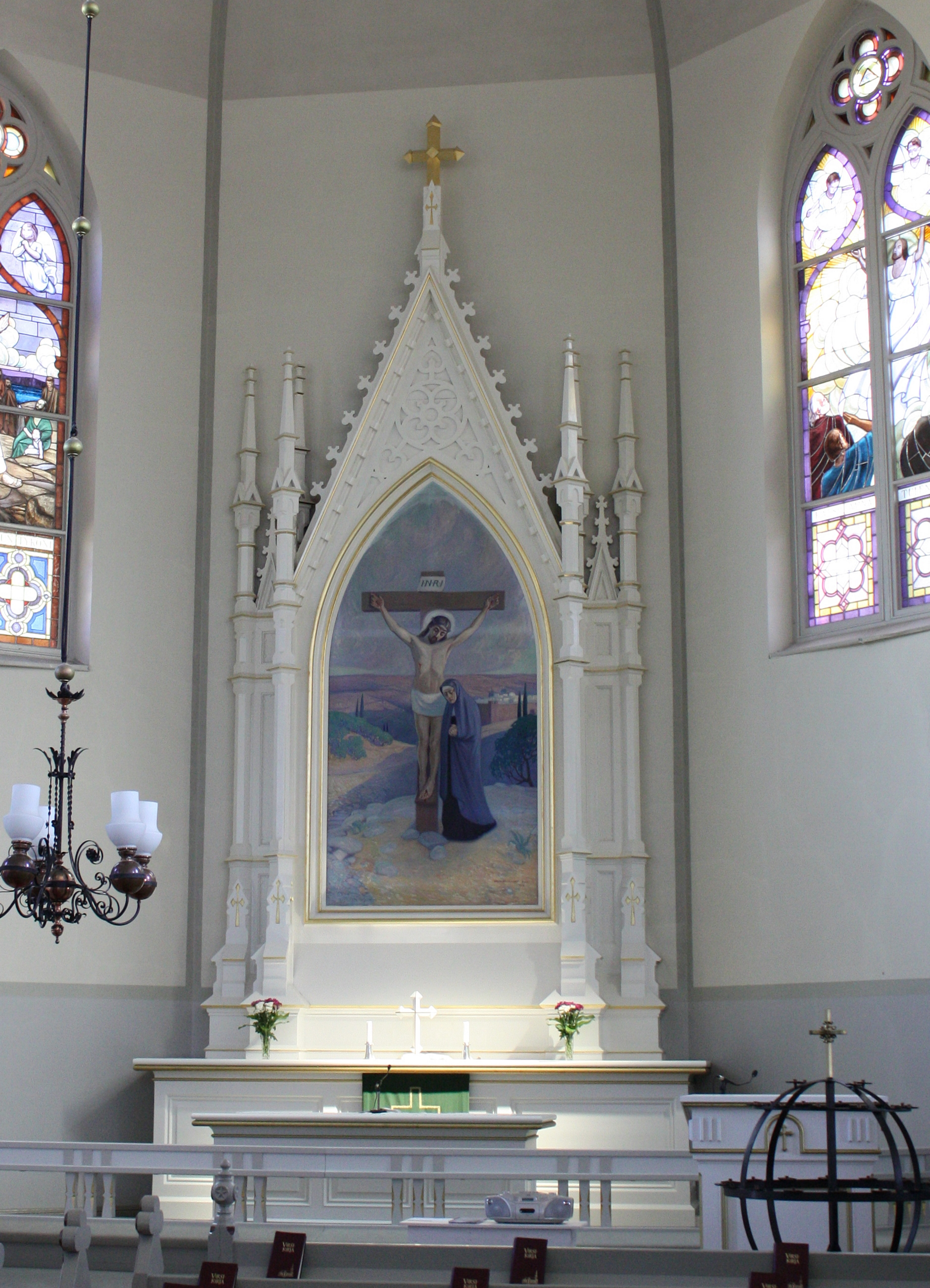
Le retable de Väinö Hämäläinen .